# Automuseum Volkswagen

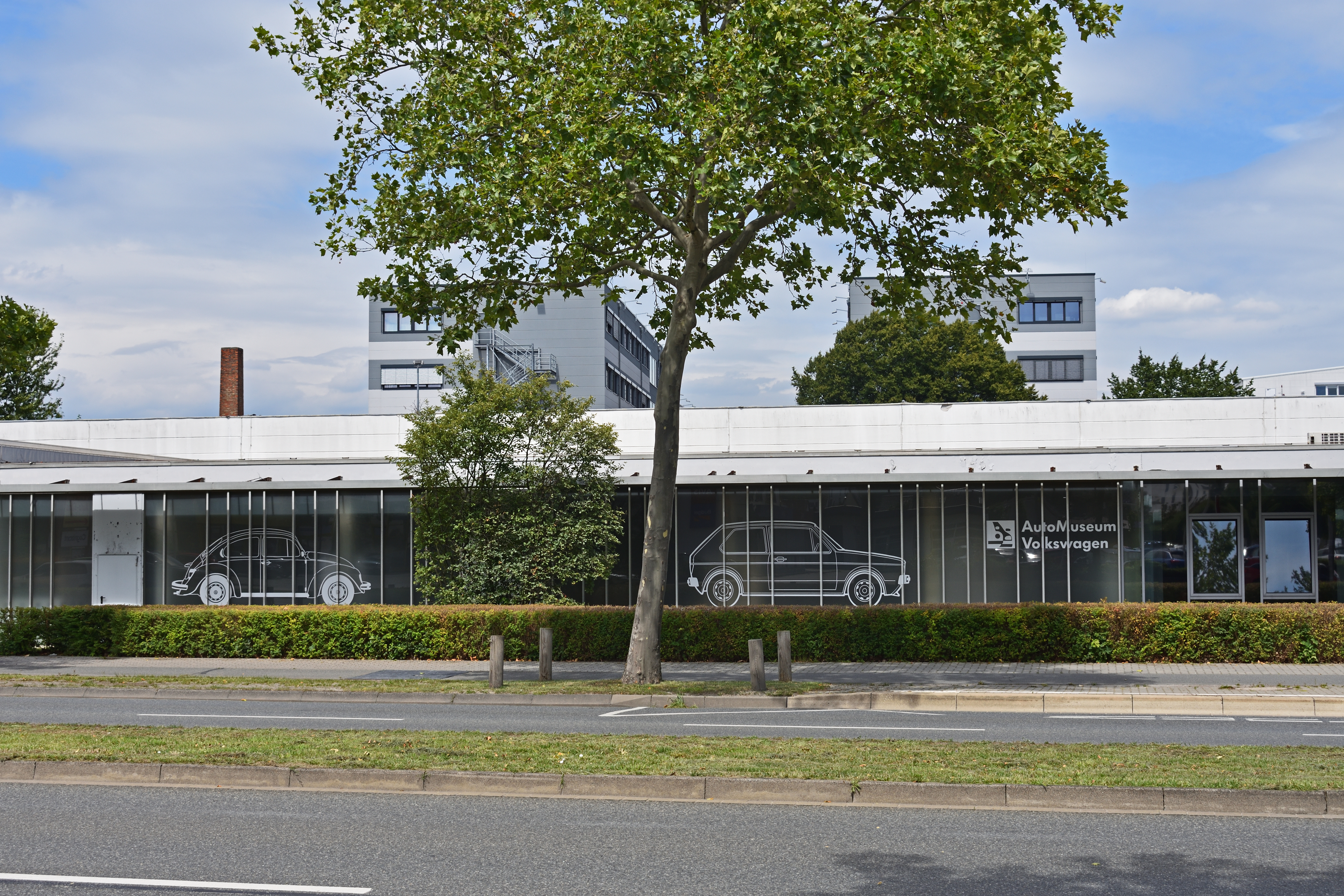
Außenansicht

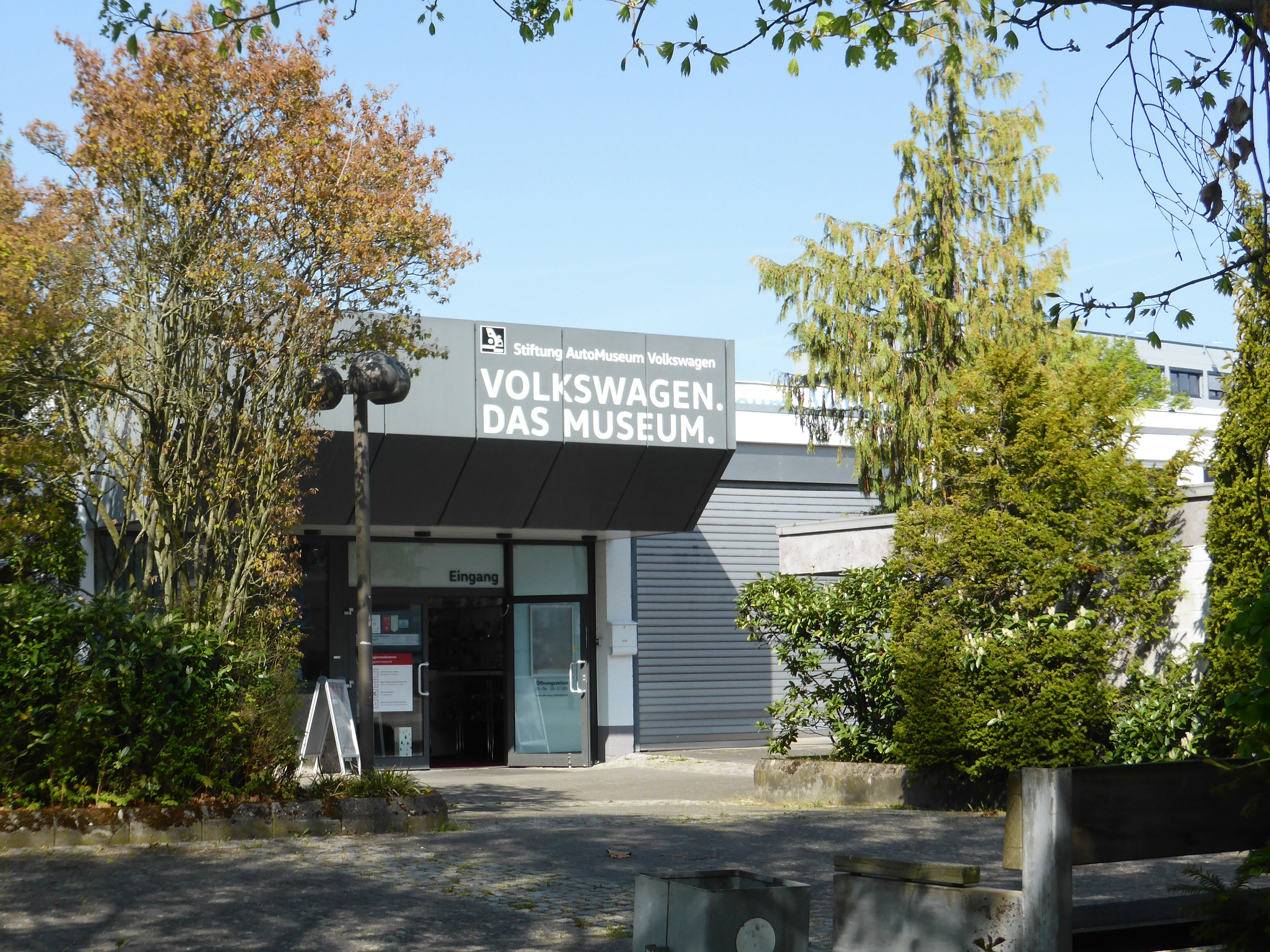
Eingang

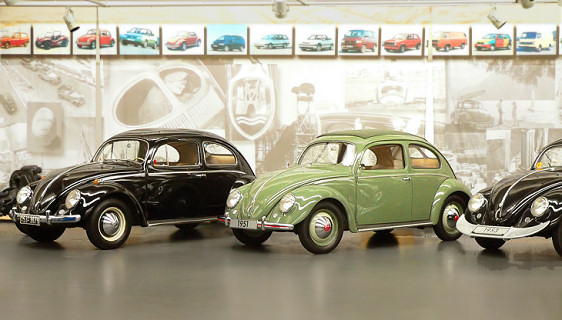
VW-Käfer aus den 1950er Jahren in der Ausstellung des Automuseums

Das Automuseum Volkswagen (Eigenschreibweise AutoMuseum Volkswagen) ist ein eigenständiges, von der Volkswagen AG initiiertes und unterstütztes Automuseum in Wolfsburg (Niedersachsen). Es zeigt in der Dauerausstellung 140 verschiedene Fahrzeuge ausschließlich der Marke Volkswagen aus vielen Jahrgängen auf einer Fläche von 5000 m². Dazu kommen jeweils rund 20 Exponate während der Sonderausstellungen.

## Geschichte
Bereits 1954 begann die Volkswagenwerk GmbH unter ihrem Generaldirektor Heinrich Nordhoff, Exponate des Unternehmens aufzubewahren und frühe, fehlende Fahrzeuge von ihren Besitzern zurückzukaufen. 1967 wurde auf dem Gelände des Volkswagenwerkes Wolfsburg eine Fahrzeugsammlung eröffnet, die jedoch noch nicht der Öffentlichkeit zugänglich war.
Am 25. April 1985 wurde das Museum als AutoMuseum Wolfsburg an seinem heutigen Standort eröffnet. In den ersten Jahren zeigte das Museum Fahrzeuge des damaligen Volkswagen-Konzerns, wozu neben den Produkten der Marke Volkswagen auch Exponate von Audi, DKW, Horch, NSU und Wanderer gehörten. Zum 1. Januar 1992 wurde das Museum mit seinen Exponaten der dafür neu gegründeten Stiftung AutoMuseum Volkswagen übertragen, um es von der Volkswagen AG unternehmerisch unabhängig zu machen.
2001 wurde das Museum renoviert und umstrukturiert, und zeigt seitdem nur noch Exponate der Marke Volkswagen. Einige der bisherigen Exponate wurden in das ZeitHaus der im Juni 2000 eröffneten Autostadt überführt. 2007 kam es erneut zu Neugestaltungs- und Renovierungsarbeiten. Von 2014 bis 2020 leitete der Motorjournalist und Automobilhistoriker Eberhard Kittler das Museum. Am 8. November 2017 wurde das neu eingerichtete Motoren-Kabinett, eine Ausstellung von Motoren und Getrieben, eröffnet.

## Museumsgebäude und Ausstellung
Das Museum steht im Wolfsburger Stadtteil Heßlingen im Gewerbegebiet Ost, nahe der Wolfsburger Innenstadt, auf dem Grundstück Dieselstraße 35, an der Ecke zum Lerchenweg. Es befindet sich im Gebäude der 1966 errichteten ehemaligen Textilfabrik Herrenkleiderwerke Odermark GmbH, die ein Zweigbetrieb des in Goslar ansässigen Unternehmens war. Träger ist seit 1992 die Stiftung AutoMuseum Volkswagen.
Die Fahrzeugausstellung zeigt die Entwicklung des ersten Volkswagens in Form des VW-Käfers von den 1930er Jahren bis zur Produktionseinstellung 2003 in Mexiko auf. Gezeigt werden aber auch Rennfahrzeuge, Prototypen, Designstudien und Unikate der Automarke. Ebenso werden Fahrzeuge gezeigt, die zu besonderen Zwecken, wie bei der Deutschen Bundespost, der Polizei oder der Feuerwehr, zum Einsatz kamen. Das Motoren-Kabinett, eine Sammlung von rund 50 Motoren und Getrieben, ist nur nach vorheriger Anmeldung im Rahmen einer Führung zugänglich.
Das Museum hat folgende fünf Themeninseln:
- Kumpel Käfer
- Generation Golf
- Familie Volkswagen
- Volkswagen-Transporter, von Nutzen bis Luxus
- Futurum Volkswagen

## Exponate

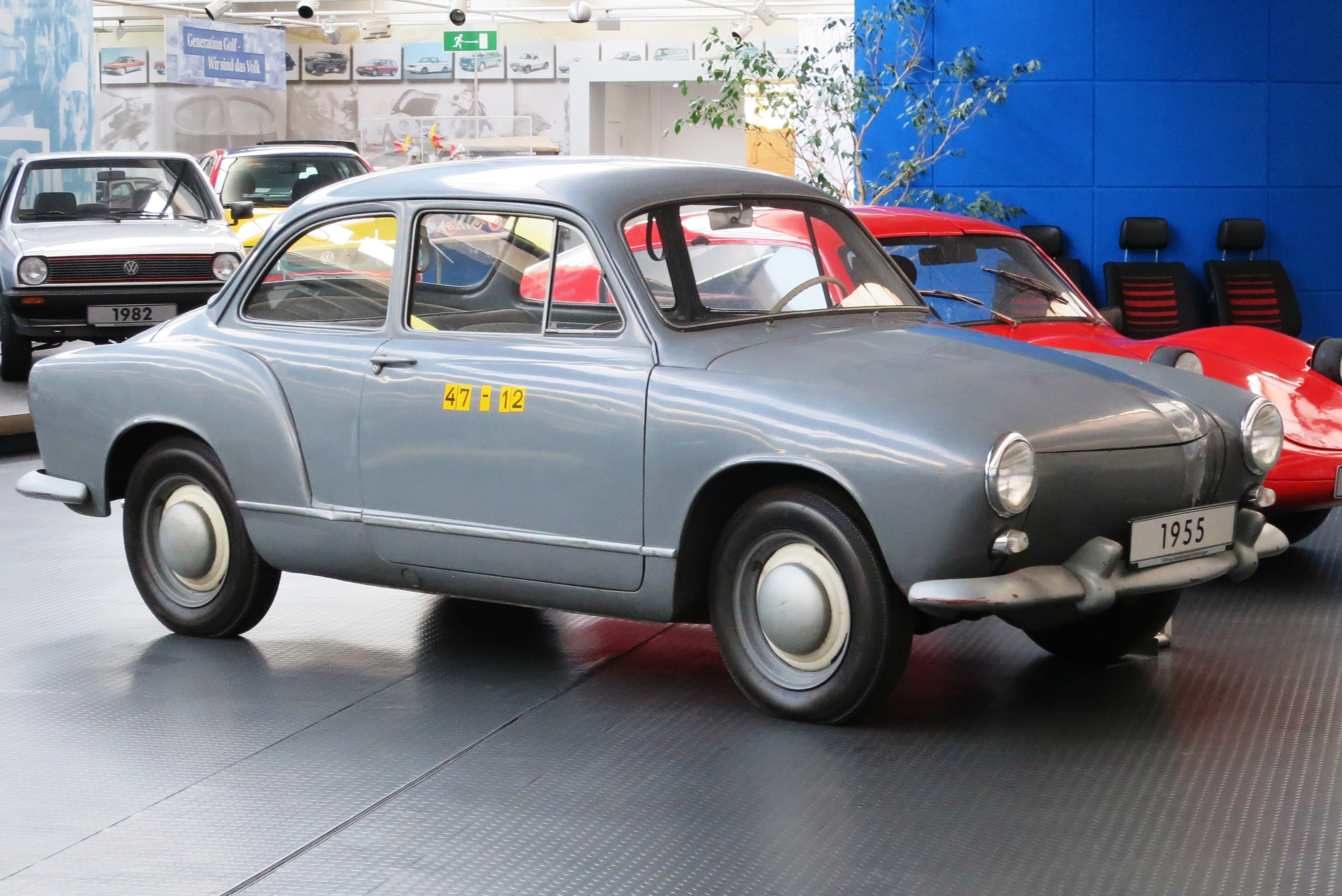
VW EA 47-12 (Prototyp, 1955)

Herausragend unter den „Luftgekühlten“ sind:
- ein KdF-Käfer von 1943
- ein allradgetriebener Kommandeurswagen von 1946
- ein viertüriger Messerschmitt-Käfer aus Frankfurt von 1953
- ein Duplikat des einmillionsten Volkswagens aus dem Jahr 1955
- ein Käfer mit überaus harmonisch geformtem Ghia-Aigle-Aufbau von 1956
- ein Käfer aus dem Film „Herbie“ von 1969
- ein VW Karmann-Ghia Typ 14 Coupé von 1972
- ein brasilianischer VW SP2 Sportwagen von 1973
- der letzte in Deutschland gebaute Käfer – ein in Emden produzierter 1200er von 1978
- der Prototyp (1949) und der einmillionste Volkswagen-Transporter T1 (1962)
- ein T2b-Transporter mit Allradantrieb (1978)

Unter den „Wassergekühlten“ sind hervorzuheben:
- einer der ältesten noch existierenden Golf I für den Langstreckentest Alaska-Feuerland (1974)
- der Polo II Sprint mit aufgeladenem Boxer im Heck (1983)
- mehrere Rabbits für die USA und aus US-Produktion (ab 1976)
- ein Golf I Pirelli von 1983
- der erstgebaute Golf II (1983)
- der VW Scirocco II TR mit Targadach (1982)
- ein Corrado-Roadster von 1983
- ein VW New Beetle RSi Cabrio (2003)
- ein VW Passat I GTI (1977)

Diverse Prototypen und Konzeptfahrzeuge stehen in der Ausstellung:
- eine Art Karmann-Ghia als Viersitzer namens EA 47-12 (1955)
- ein Vorgänger des späteren VW Typ 3 namens EA 97-1 (1960)
- der von Pininfarina geformte Vorläufer des VW Typ 4 namens EA 142 (1966)
- der Vorläufer des Passat namens EA 272 (1972)
- der Flügeltür-Van IRVW Futura (1989)
- das luftige Freizeitmobil Vario (1990)
- das 1-Liter-Auto von 2002

Unter den Renn- und Rekordfahrzeugen sind besonders erwähnenswert:
- Formel Vau (1966)
- Aerodynamik-Flunder ARVW I (1980)
- Golf I Rheila (1981)
- VW Iltis Paris-Dakar (1980)
- VW Race Touareg (2011)

## Veranstaltungen
Seit 2015 wird die Tradition des Museums wiederbelebt, „Oldtimer-Jazzkonzerte“ in besonderer Atmosphäre zu veranstalten. Außerdem ist das Automuseum Veranstaltungsort für Clubtreffen und volkswageninterne Workshops sowie große Besprechungen. Zudem gibt es mindestens viermal jährlich Sonderausstellungen. 2015 waren dies „Volkswagen in der DDR“, „60 Jahre VW Karmann-Ghia“, „30 Jahre AutoMuseum“ und „40 Jahre Polo“.